# Тетерівка (притока Бурти)
Те́терівка (рос. Тетеревка) — річка в Україні, у Жашківському районі Черкаської області. Права притока Бурти (басейн Південного Бугу).

## Опис
Довжина 13 км, похил річки — 1,1 м/км. Формується з декількох безіменних струмків та водойм. Площа басейну 40,5 км².

## Розташування
Тетерівка бере початок на північному сході від Жашкова. Тече переважно на південний схід через село Тетерівка. Між селами Нагірна та Побійна впадає у річку Бурти, ліву притоку Гірського Тікичу.
Річку перетинає автомобільна дорога Т 2403.